# Trichonius atlanticus
Trichonius atlanticus là một loài bọ cánh cứng trong họ Cerambycidae.